# Steganacarus absidatus
Steganacarus absidatus är en kvalsterart som beskrevs av Wojciech Niedbała 2004. Steganacarus absidatus ingår i släktet Steganacarus och familjen Phthiracaridae. Inga underarter finns listade i Catalogue of Life.